# Cuasso al Monte
Cuasso al Monte is een gemeente in de Italiaanse provincie Varese (regio Lombardije) en telt 3252 inwoners (31-12-2004). De oppervlakte bedraagt 16,4 km², de bevolkingsdichtheid is 192 inwoners per km².

## Demografie
Cuasso al Monte telt ongeveer 1406 huishoudens. Het aantal inwoners steeg in de periode 1991-2001 met 10,3% volgens cijfers uit de tienjaarlijkse volkstellingen van ISTAT.
| Jaar | Inwoneraantal |
| ---- | ------------- |
| 1991 | 2779          |
| 2001 | 3065          |

## Geografie
Cuasso al Monte grenst aan de volgende gemeenten: Arcisate, Besano, Bisuschio, Brusimpiano, Cugliate-Fabiasco, Marchirolo, Marzio, Porto Ceresio, Valganna.